# إدارة البيانات
التعريف الرسمي التي تقدمها داما الدولية، المنظمة المهنية للعاملين في مهنة إدارة البيانات، هو: "إدارة الموارد البيانات هو تطوير وتنفيذ البنى والسياسات والممارسات والإجراءات التي تدير احتياجات دورة حياة البيانات الكاملة للمشروع بشكل صحيح. " هذا التعريف واسع إلى حد ما، ويشمل عددا من المهن التي قد لا يكون الاتصال التقني المباشر مع الجوانب المستوى الأدنى من إدارة البيانات، مثل إدارة قواعد البيانات العلائقية.

## دورة حياة البيانات
التعريف الوارد في المصطلح (إدارة البيانات) في داما للمعارف هو: «إدارة البيانات هي تطوير وتنفيذ والإشراف على الخطط والسياسات والبرامج والممارسات التي تتحكم، وحماية، وتقديم وتعزيز قيمة البيانات وأصول المعلومات».
مفهوم «إدارة البيانات» نشأ في عقد الثمانينيات وانتقلت التكنولوجيا من معالجة متتابعة (البطاقات الأولى، ثم الشريط) لمعالجة الوصول العشوائي. ولما كان الآن ممكنا من الناحية التقنية لتخزين حقيقة واحدة في مكان واحد والوصول إليها عبر استخدام قرص الوصول العشوائي، وذلك مما يشير إلى أن «إدارة البيانات» كانت أكثر أهمية من «إدارة العمليات» واستخدام الحجج مثل «يتم تخزين عنوان المنزل العميل في 75 (أو بعض عدد كبير آخر) يضع في أنظمة الحاسوب لدينا». وخلال هذه الفترة، كان تجهيز الوصول العشوائي ليست عملية سريعة وتنافسية، حتى تلك التي تشير إلى «إدارة العمليات» حيث كان أكثر أهمية من «إدارة البيانات» المستخدمة وقت المعالجة دفعة كوسيطة الأولية. كما انتقلت التطبيقات في الوقت الحقيقي، والتطبيقات التفاعلية، أصبح من الواضح أن معظم المستخدمين للعمليات الإدارة يعتبرها هامة. إذا لم يتم تعريف البيانات بشكل جيد، وسوف يكون سوء استخدام البيانات في التطبيقات. إذا لم يتم تحديد العملية بشكل جيد، فكان من المستحيل تلبية احتياجات المستخدمين.